# Bauer Mária Bernát
Bauer Mária Bernát, eredeti nevén Cohn Hermann (Pest, 1829. augusztus 18. – Párizs, 1903. május 14.) katolikus pap, majd pénzügyi szakértő.

## Élete
Vagyonos zsidó család sarja volt. 1848-ban Párizsba került tanulmányai folytatására, ám Louis Eugène Cavaignac csapatába vonult be. Festészettel és fotografálással is foglalkozott. Kalandos ifjúság után a katolikus hitre tért át, s előbb karmelita rendi szerzetes, később világi pap lett. Mint egyházi szónok eleinte Bécsben tűnt fel, de híres szónokká vált Franciaországban és Németországban is. Magával ragadó szónoki tehetsége miatt 1866-ban meghívták Napóleon udvarába „nagyböjti prédikátornak”. Az udvarnál maradt, felszentelt püspök, kanonok lett, s mint Eugénia francia császárné gyóntatója 1867-ben nagy befolyásra tett szert. A Szuezi-csatorna megnyitó ünnepségén 1869-ben ő tartotta az ünnepi szónoklatot. A második francia császárság bukása után kilépett a katolikus egyházból. 1899-ben megnősült, s a teleket Nizzában töltötte. A turfon próbált szerencsét és lóversenyszakértő lett.
1871. február 22-én a francia Becsületrend lovagi fokozatát nyerte el.

## Művei
- Le Judaïsme comme preuve du Christianisme (1866)
- Le But de la Vie (1869)
- Napoléon III. et l'Europe (1867)
- Pologne devant l'histoire et devant Dieu (1868)
- Les héros du christianisme à travers les ages (1860)